# 119961 Nastasi
119961 Nastasi este o planetă minoră (asteroid) din Inner Main Belt⁠(d). A fost descoperită pe 2 octombrie 2002 la  de . 
Obiectul prezintă o orbită caracterizată de o semiaxă mare de 1,9277112163915 UAi, o excentricitate de 0,091281311512773, o înclinație de 21,368365637162 ° în raport cu ecliptica.